# Велоспорт на летних Олимпийских играх 1908 — 660 ярдов
Соревнования по велоспорту на треке на дистанции 660 ярдов среди мужчин на летних Олимпийских играх 1908 прошли 14 и 15 июля. Приняли участие 46 спортсменов из девяти стран. Временной лимит на гонки составлял 1 минуту и десять секунд.

## Призёры
| Золото                        | Серебро                 | Бронза               |
| Виктор Джонсон Великобритания | Эмиль Деманжель Франция | Карл Ноймер Германия |

## Соревнование

### Первый раунд
| Место | Спортсмены            | Результат  |
| ----- | --------------------- | ---------- |
| 1     | Бенджамин Джонс (GBR) | 59,0 с     |
| 2     | Дорус Нийланд (NED)   | Неизвестен |

| Место | Спортсмены               | Результат  |
| ----- | ------------------------ | ---------- |
| 1     | Уильям Бэйли (GBR)       | 50,8 с     |
| 2     | Фредерик Мак-Карти (CAN) | Неизвестен |
| 3     | Пьер Сегино (FRA)        | Неизвестен |

| Место | Спортсмены              | Результат  |
| ----- | ----------------------- | ---------- |
| 1     | Кларенс Кингсбёри (GBR) | 57,4 с     |
| 2     | Рудольф Катцер (GER)    | Неизвестен |
| 3     | Георгиус Дамен (NED)    | Неизвестен |

| Место | Спортсмены           | Результат  |
| ----- | -------------------- | ---------- |
| 1     | Виктор Джонсон (GBR) | 56,2 с     |
| 2     | Жан Пату (BEL)       | Неизвестен |
| 3     | Р. Виллепонт (FRA)   | Неизвестен |

| Место | Спортсмены       | Результат              |
| ----- | ---------------- | ---------------------- |
| —     | Морис Шиль (FRA) | Превышен лимит времени |
| —     | Ф. Шоур (RSA)    | Превышен лимит времени |

| Место | Спортсмены            | Результат  |
| ----- | --------------------- | ---------- |
| 1     | Эмиль Деманжель (FRA) | 59,8 с     |
| 2     | Джордж Саммерс (GBR)  | Неизвестен |
| 3     | Эндрю Ханссон (SWE)   | Неизвестен |

| Место | Спортсмены                 | Результат  |
| ----- | -------------------------- | ---------- |
| 1     | Йоханнес ван Шпенген (NED) | 58,2 с     |
| 2     | Герман Мартенс (GER)       | Неизвестен |
| 3     | Дж. Лэйвери (GBR)          | Неизвестен |

| Место | Спортсмены           | Результат  |
| ----- | -------------------- | ---------- |
| 1     | Уолтер Эндрюс (CAN)  | 55,8 с     |
| 2     | Жозеф Вербрук (BEL)  | Неизвестен |
| 3     | Гастон Деляфан (FRA) | Неизвестен |

| Место | Спортсмены        | Результат  |
| ----- | ----------------- | ---------- |
| 1     | Пьер Тексье (FRA) | 1:01,6     |
| 2     | Т. Пасмур (RSA)   | Неизвестен |

| Место | Спортсмены          | Результат  |
| ----- | ------------------- | ---------- |
| 1     | Флорис Вентер (RSA) | 1:03,2     |
| 2     | Жорж Перрин (FRA)   | Неизвестен |
| 3     | Бруно Гётце (GER)   | Неизвестен |

| Место | Спортсмены           | Результат  |
| ----- | -------------------- | ---------- |
| 1     | Карл Ноймер (GER)    | 54,2 с     |
| 2     | Вилли Мэги (GBR)     | Неизвестен |
| 3     | Эмиль Марешаль (FRA) | Неизвестен |
| 4     | Антони Герритс (NED) | Неизвестен |

| Место | Спортсмены           | Результат  |
| ----- | -------------------- | ---------- |
| 1     | Эрнст Пэйн (GBR)     | 57,2 с     |
| 2     | Андре Пулен (FRA)    | Неизвестен |
| 3     | Жан вам Бентем (BEL) | Неизвестен |

| Место | Спортсмены                  | Результат  |
| ----- | --------------------------- | ---------- |
| 1     | Дэниел Флинн (GBR)          | 55,0 с     |
| 2     | Герард ван Дракештайн (NED) | Неизвестен |
| 3     | Пауль Шульце (GER)          | Неизвестен |

| Место | Спортсмены          | Результат  |
| ----- | ------------------- | ---------- |
| 1     | Люсьен Ренар (BEL)  | 55,2 с     |
| 2     | Г. Дрейфус (FRA)    | Неизвестен |
| 3     | Уильям Мортон (CAN) | Неизвестен |
| 4     | Г. Андерсон (GBR)   | Неизвестен |

| Место | Спортсмены           | Результат  |
| ----- | -------------------- | ---------- |
| 1     | Джордж Кэмерон (USA) | 1:05,2     |
| 2     | Леон Кокльберг (BEL) | Неизвестен |

| Место | Спортсмены            | Результат  |
| ----- | --------------------- | ---------- |
| 1     | Андре Офре (FRA)      | 58,4       |
| 2     | Артур Денни (GBR)     | Неизвестен |
| 3     | Филипус Фрилинк (RSA) | Неизвестен |

### Полуфинал
| Место | Спортсмены                 | Результат  |
| ----- | -------------------------- | ---------- |
| 1     | Виктор Джонсон (GBR)       | 59,2 с     |
| 2     | Йоханнес ван Шпенген (NED) | Неизвестен |
| 3     | Пьер Тексье (FRA)          | Неизвестен |
| 4     | Уолтер Эндрюс (CAN)        | Неизвестен |

| Место | Спортсмены              | Результат  |
| ----- | ----------------------- | ---------- |
| 1     | Эмиль Деманжель (FRA)   | 51,6 с     |
| 2     | Кларенс Кингсбёри (GBR) | Неизвестен |
| 3     | Уильям Бэйли (GBR)      | Неизвестен |
| 4     | Флорис Вентер (RSA)     | Неизвестен |

| Место | Спортсмены           | Результат  |
| ----- | -------------------- | ---------- |
| 1     | Дэниел Флинн (GBR)   | 54,8 с     |
| 2     | Андре Офре (FRA)     | Неизвестен |
| 3     | Джордж Кэмерон (USA) | Неизвестен |
| 4     | Эрнст Пэйн (GBR)     | Неизвестен |

| Место | Спортсмены            | Результат  |
| ----- | --------------------- | ---------- |
| 1     | Карл Ноймер (GER)     | 1:05,6     |
| 2     | Люсьен Ренар (BEL)    | Неизвестен |
| 3     | Бенджамин Джонс (GBR) | Неизвестен |

### Финал
| Место | Спортсмены            | Результат  |
| ----- | --------------------- | ---------- |
| 1     | Виктор Джонсон (GBR)  | 51,2 с     |
| 2     | Эмиль Деманжель (FRA) | Неизвестен |
| 3     | Карл Ноймер (GER)     | Неизвестен |
| 4     | Дэниел Флинн (GBR)    | Неизвестен |